# Далек (эпизод сериала «Доктор Кто»)
«Да́лек» — эпизод британского научно-фантастического телесериалa «Доктор Кто». Впервые был показан 30 апреля 2005.
Этот эпизод является первым в новом сериале, в котором появляются далеки.
Номинирован на премию «Хьюго» вместе с эпизодами «День отца» и «Пустой ребёнок».

## Сюжет
ТАРДИС получает сигнал бедствия и материализуется в бункере в штате Юта, США, в 2012 году. Доктор и Роза обнаруживают, что этот бункер является музеем для инопланетных артефактов. Охрана обнаруживает героев и отправляет к владельцу хранилища — миллиардеру Генри ван Статтену.
Ван Статтена поражают знания Доктора об инопланетянах, и он приглашает его посмотреть на «Металтрона» — загадочное существо, которое, по его словам, является последним представителем своего вида. Доктор входит в «клетку» и предлагает существу свою помощь, но в ужасе осознаёт, что это существо на самом деле является далеком. После обоюдных воспоминаний о войне Времени, Доктор пытается убить далека, но его останавливает охрана ван Статтена.
Тем временем техник ван Статтена Адам Митчел показывает базу Розе. Он показывает ей видео далека, которого пытками пытаются заставить говорить. Симпатизируя существу, Роза просит провести её в клетку, где дотрагивается до его обшивки — после чего далек использует её ДНК и фоновую радиацию, чтобы освободиться. Охрана пытается уничтожить далека автоматами, но пули поглощаются силовым полем, а охранники погибают от точных выстрелов луча смерти. Подсоединившись к терминалу, далек всего за несколько минут скачивает весь Интернет и понимает, что Доктор говорил правду — далеков больше нет, ему больше не от кого получать приказы, поэтому он будет следовать своей базовой функции — уничтожать всё живое на своём пути.
Несмотря на усилия Доктора, Розе не удаётся убежать с уровня базы, где охранная система блокирует далека — однако тот не убивает её, а предлагает Доктору обменять её жизнь на возможность выбраться. Попав в кабинет ван Статтена, далек собирается убить своего мучителя, но Роза вмешивается и предлагает далеку свободу.
На самом верхнем уровне музея далек пробивает дыру в потолке и открывает обшивку, чтобы впервые почувствовать солнечный свет. Доктор готовится выстрелить, но Роза останавливает его и напоминает, что далек не смог убить ни её, ни ван Статтена. И Доктор, и сам далек осознают, что далек мутирует, становясь более человечным, и более не может следовать функции убивать. Далек просит Розу приказать ему убить себя и, получив соответствующий приказ, самоуничтожается.